# Patrick Loliger
Patrick Alexandre Ernst Loliger Salas (Città del Messico, 20 giugno 1985) è un canottiere messicano.

## Biografia
Il padre Rolf Loliger è svizzero le madre Angelica Salas è messicana. Ha un fratello maggiore.
Ha iniziato a praticare sport nel Real Club España. Si è laureato all'International Business al Tecnológico de Monterrey (Campus Ciudad de Mexico).
Si è messo in mostra ai Giochi centramericani e caraibici di Cartagena 2006 vincendo l'argento nel singolo, preceduto dal cubano Yoennis Hernández.
Ha rappresentato il Messico ai Giochi olimpici estivi di Pechino 2008 nel singolo maschile, dove si è classificato 15º.
Ai Giochi centramericani e caraibici di Mayagüez 2010 ha vinto l'oro nel singolo.
Ai Giochi panamericani di Guadalajara 2011 ha ottenuto l'argento nel singolo, alle spalle del cubano Ángel Fournier, e il bronzo nel quattro di coppia, con Horacio Rangel, Edgar Valenzuela e Santiago Sataella.
Ha fatto la sua seconda apparizione olimpica a Londra 2012 nel singolo maschile piazzandosi 14º.
Alla XXVII Universiade di Kazan' 2013, dove ha ottenuto l'argento nel singolo, alle spalle del lituano Mindaugas Griškonis.
Ai Giochi centramericani e caraibici di Veracruz 2014 ha vinto l'argento nel due di coppia, con Alan Armenta, e nel quattro di coppia, con Juan Francisco Jiménez, Juan Carlos Cabrera e Alan Armenta. In entrambi i casi chiudendo dietro le imbarcazioni cubane.
Dopo il ritiro dall'attività agonistica, nel 2018 e 2019 ha partecipato al reality show di TV Azteca Exatlón México nella sua 2ª edizione, condotta da Antonio Rosique e ospitata nella Repubblica Dominicana.
Ha poi partecipato alla quarta stagione di Exatlón México Titanes vs Héroes dal 1º settembre 2020 all 4 ottobre 2020.

## Palmarès
- Giochi panamericani

Guadalajara 2011: argento nel singolo; bronzo nel quattro di coppia;
- Giochi centramericani e caraibici

Cartagena 2006: argento nel singolo;
Mayagüez 2010: oro nel singolo;
Veracruz 2014: argento nel due di coppi; argento nel quattro di coppia;
- Universiadi

Kazan' 2013: argento nel singolo;